# ميخائيل كوسغروف
ميخائيل كوسغروف (بالإنجليزية: Michael Cosgrove)‏ هو لاعب قذف أيرلندي، ولد في 1954 في Collinstown ‏ في جمهورية أيرلندا.